# 分銅棒
分銅棒（ふんどうぼう）とは、4尺から6尺の棒の先端に分銅鎖を付けた武具。

## 概要
棒術の各流派に名前があることから、刀の使えない階層の武器という説明は正しくない。鐵人流棒術では先端より2流の分銅鎖を流し、長短がある。これにより受け流しが非常に難しい武器となっている。
八相に構えるのが基本となっており、その他地摺（じづり）、青眼、鶺鴒（せきれい）などの形がある。その打撃に特徴があり、杖を受ければ分銅に後頭部を砕かれ、分銅を受ければ杖に喉を突かれる。杖は槍と同様に虚実の動きがある上に、分銅は円運動で素早い打撃を与えることから、「長柄以外に敵無し」と称される。